# Tmesisternus obliquevittatus
Tmesisternus obliquevittatus är en skalbaggsart som beskrevs av Stefan von Breuning 1973. Tmesisternus obliquevittatus ingår i släktet Tmesisternus och familjen långhorningar. Inga underarter finns listade i Catalogue of Life.